# 국제식 사격
국제식 사격(ISSF 사격, International Shooting Sport Federation)은 다양한 형태의 스포츠 사격 경기들 중, 국제사격연맹이 제정한 규칙에 따라 행해지는 사격 경기를 일컫는다. 올림픽에서의 사격 경기는 국제사격연맹의 규칙에 의해 진행되므로, 이러한 국제식 사격은 세계적으로 가장 널리 보급되어 있는 스포츠 사격 형태라 할 수 있다.
국제식 사격은 주로 미국보다는 유럽, 그 중에서도 특히 독일 문화권을 중심으로 생겨난 것으로서, 정밀성이 중시된다는 특징을 가지고 있다. 그 시초가 군사적 목적에서의 사격술과 관련이 있음에도 불구하고, 국제식 사격은 실전성보다는 정밀성과 스포츠로서 보급의 용이성을 중심으로 독자적인 발전을 해 온 결과 오늘날에 와서는 군대에서 행해지는 사격과는 외형적으로 많이 달라졌으며, 사용되는 총기 역시 공기총이나 22구경 소총 같은 비교적 위력이 강하지 않은 것이 주류가 되었다.
이 종목의 경기는 1896년의 제1회 아테네 올림픽에서부터 정식 종목으로 채택되어 오늘날에 이르고 있다. 또한 아시안 게임에서 행해지는 사격 종목도 국제식 사격의 규정에 의해 행해진다.
일반적으로 한국에서 스포츠 종목의 하나로서 '사격'을 언급한다면, 이러한 방식의 국제식 사격을 일컫는다고 할 수 있다.

## 주요 국제 경기
- 하계 올림픽의 사격 종목
- ISSF 세계사격선수권대회
- ISSF 월드컵

## 국제식 사격의 세부 종목

### 라이플 종목
총열 안에 강선이 있는 총기를 사용하는 경기이다.

#### 소총
- 10m 공기소총

4.5mm 구경의 공기소총으로 10m 거리의 표적을 입사 자세로 사격한다. 소총 종목에 있어서 가장 기본적인 종목이다. 올림픽에서는 남·녀 종목 모두 치러진다.
- 50m 소총3자세

.22LR(롱라이플,long rifle)탄환을 사용하는 소구경 소총을 사용하여 50m 거리의 표적을 입사, 슬사, 복사의 세 가지 자세로 사격한다. 올림픽에서는 남·녀 종목 모두 치러진다.
- 50m 소총 복사

.22LR 탄환을 사용하는 소구경 소총을 사용하여 50m 거리의 표적을 복사 자세로 사격한다. 올림픽에서는 남자 종목만 치러진다.
- 300m 소총

8mm 이하 구경의 탄환을 사용하는 대구경 소총을 사용하여 입사, 슬사, 복사의 세 가지 자세로 300m 거리의 표적을 사격한다. 과거에는 올림픽 종목이었으나 현재는 세계군인체육대회(CISM)와 ISSF 세계사격선수권대회 등에서만 치러진다.
- 300m 스탠더드 소총

변형이 제한된 소총을 사용한다는 것을 제외하고는 300m 소총 경기와 거의 같은 형태로 치러진다.

#### 권총
- 10m 공기권총

4.5mm 구경의 공기권총으로 10m 거리의 표적을 사격한다. 권총 종목에 있어서 가장 기본적인 종목이다. 올림픽에서는 남·녀 종목 모두 치러진다.
- 25m 속사권총

.22LR 탄환을 사용하는 권총으로 5개의 표적을 정해진 시간(8초, 6초, 4초)안에 사격한다. 이것을 4회 반복하여 총 60발을 사격한다. 올림픽에서는 남자 종목으로 치러진다. 과거에는 .22short 탄환을 사용하였으나 현재는 규정이 변경되었다.
- 25m 여자 권총

.22LR 탄환을 사용하는 권총으로, 완사에서는 한 표적에 5발을 5분 안에 사격하는 것을 6회 반복하고, 급사에서는 3초 안에 1발을 사격하는 것을 5번 하여 6회 반복한다. 총 60발 사격으로 여자 종목이다.
- 25m 스탠더드 권총

.25LR 탄환을 사용하는 권총으로 정해진 시간(150초, 20초,10초) 안에 5발 사격하는 것을 4회 반복하여 총 60발 사격한다. 남자 종목이다.
- 25m 센터파이어 권총

.32 구경 탄환을 사용하는 권총으로 25m 거리 표적을 25m 여자 권총에서와 마찬가지 방법으로 사격한다. 올림픽에서는 치러지지 않는다.
- 50m 권총

.22LR 구경의 권총으로 50m 거리의 표적을 사용한다. 고난이도의 정밀사격으로, 특히 가벼운 방아쇠 압력을 사용하며 총기의 변형도 비교적 자유롭다. 올림픽에서는 남자 경기만 치러진다.

#### 러닝타겟
2004년 아테네 올림픽까지는 올림픽 정식종목이었으나 앞으로는 올림픽에서 열리지 않게 되었다.
- 10미터 러닝타겟 정상

좌에서 우 또는 우에서 좌로, 일정한 속도로 직선으로 이동하는 표적을 4.5mm 구경의 공기소총으로 사격한다.
- 10미터 러닝타겟 혼합

좌에서 우 또는 우에서 좌로, 일정하지 않은 속도로 직선으로 이동하는 표적을 4.5mm 구경의 공기소총으로 사격한다.

### 클레이 종목
총강 내에 강선이 없는 산탄총을 사용하여 하늘을 날아가는 클레이 피전을 명중시키는 경기이다.
- 트랩
- 스키트
- 더블트랩

## 경기의 진행
사격 경기의 진행은 크게 예선, 본선, 결선의 세 과정으로 나누어 볼 수 있는데, 그 중 가장 중심이 되는 것은 본선이다. 본선은 경기의 주 행사로서, 가장 긴 시간 동안 가장 많은 발 수를 사격하며, 본선이 열리지 않는 경기는 없다.
올림픽 종목의 경우에는 본선 외에 결선이라는 과정을 치르게 된다. 본선의 상위 득점자 8명이 본선에 비해 적은 발 수를 사격하는 것으로, 본선에서의 기록과 이 결선에서의 기록을 합산하여 최상위 득점자 3명을 가려내 메달을 수여하는 것이다.
예선은 항상 열리지 않으며, 대회가 열리는 사격장의 시설이 부족하여 한 번의 본선에서 모든 사수들이 사격하는 것이 불가능 할 때, 본선 경기에 참가할 수 있는 선수를 가려내기 위한 목적으로 진행된다.

## 같이 보기
- 올림픽 사격 메달리스트 목록